# Kurt Wires
Kurt Oskar Wires (Helsinki, 28 de abril de 1919-Espoo, 22 de febrero de 1992) fue un deportista finlandés que compitió en piragüismo en la modalidad de aguas tranquilas.
Participó en dos Juegos Olímpicos de Verano en los años 1948 y 1952, obteniendo un total de tres medallas: una de plata en la edición de Londres 1948, y dos de oro en la edición de Helsinki 1952.

## Palmarés internacional
| Juegos Olímpicos | Juegos Olímpicos      | Juegos Olímpicos | Juegos Olímpicos |
| Año              | Lugar                 | Medalla          | Evento           |
| ---------------- | --------------------- | ---------------- | ---------------- |
| 1948             | Londres (Reino Unido) | Medalla de plata | K1 10 000 m      |
| 1952             | Helsinki (Finlandia)  | Medalla de oro   | K2 1000 m        |
| 1952             | Helsinki (Finlandia)  | Medalla de oro   | K2 10 000 m      |